# K-186 Omsk
Il K-186 Omsk è un SSGN russo della classe Oscar II. Entrato in servizio nel 1993, risulta operativo con la Flotta del Pacifico.

## Storia
La costruzione del K-186 venne intrapresa presso il cantiere navale Sevmash, a Severodvinsk, il 13 luglio 1989. Il 13 aprile 1993 ricevette il nome di Omsk, ed il 10 dicembre successivo entro in servizio con la marina russa. Il 21 gennaio 1994, fu commissionato nell'11 Divisione della Flotta del Nord. Tra i mesi di agosto e settembre dello stesso anno, l'unità fu trasferita nella Flotta del Pacifico, sua destinazione definitiva. Il viaggio fu effettuato sotto i ghiacci. Il 15 settembre, l'Omsk entrò ufficialmente nella 10ª Divisione della Flotta del Pacifico. Nel 1996 svolse una crociera di pattugliamento. Nel 1997, effettuò alcuni lanci di missili antinave insieme al gemello K-442 Čeljabinsk. Due anni dopo, fu impiegato in un'altra crociera. Revisionato molto probabilmente ma non ne abbiamo la certezza nel 2007, nel giugno 2009 risulta in servizio operativo.